# Echinotheridion lirum
Echinotheridion lirum är en spindelart som beskrevs av Marques och Buckup 1989. Echinotheridion lirum ingår i släktet Echinotheridion och familjen klotspindlar. Inga underarter finns listade i Catalogue of Life.